# Cyril Bonin
 (décembre 2018).
 (décembre 2018).
- Si vous ne connaissez pas le sujet, laissez ce bandeau (vous pouvez alors contacter les auteurs).
- Si vous supprimez le contenu mis en cause (vous pouvez préalablement contacter les auteurs),

argumentez précisément cette suppression dans la page de discussion
(un manque de référence n'est pas un argument ; une recherche réelle de référence doit avoir été effectuée, être formellement documentée).
Pour les articles homonymes, voir Bonin.
Cyril Bonin, né le 16 mai 1969 à Montceau-les-Mines, est un dessinateur et scénariste de bande dessinée.
Il est notamment l'auteur de la série Amorostasia chez Futuropolis et de The Time Before chez Bamboo.

## Biographie
Cyril Bonin réalise ses premières bandes dessinées à l’âge de 9 ans. Il s’agit de courtes histoires mettant en scène les héros télévisés de l’époque et qu’il offre à ses camarades de classe. Ayant son bac, il entre aux beaux arts de Mâcon en 1989 puis intègre l’atelier d’illustration de l’école des arts décoratifs de Strasbourg en 1992. Après une année d’études supplémentaire en DESS d’image de synthèse, il est embauché comme infographiste dans une entreprise d’audiovisuel tout en réalisant de petits travaux d’illustration (Les Cahiers d’Ariena…).
Au cours de l’année 1996, il rencontre le scénariste Roger Seiter. Il accepte le projet que lui soumet ce dernier et se lance alors en tant que dessinateur dans la réalisation des deux premiers tomes de la série Fog aux éditions Casterman. La série se développe sur huit tomes, de 1999 à 2007 et met en scène les enquêtes de Ruppert Graves et Mary Launceston dans le Londres du XIXe siècle.
En 2005, Cyril Bonin marque une pause pour se consacrer à la réalisation des dessins du premier album de la série Quintett, scénarisée par Frank Giroud. En 2009, il collabore avec le scénariste Laurent Galandon pour un album intitulé Quand souffle le vent aux éditions Dargaud et mettant en scène l’arrivée d’une communauté tzigane dans une petite ville minière du nord de la France au début du XXe siècle.
En 2010, il signe son premier récit en tant qu’auteur complet avec la publication, toujours chez Dargaud, d’une comédie policière en deux parties intitulée Chambre Obscure. Ce diptyque est un hommage aux romans policiers du début du XXe siècle (Fantômas, Rouletabille et plus particulièrement aux aventures d'Arsène Lupin). Il réalise parallèlement une adaptation du roman fantastique de Marcel Aymé La Belle Image, aux éditions Futuropolis.
En 2012 l’auteur publie le roman graphique L’Homme qui n’existait pas. En 2020, il publie Stella. En 2021, il publie Comme par hasard.
En 2022, il adapte Les Dames de Kimoto. Cyril Bonin est traduit en allemand et en italien.

## Œuvre
- Fog, avec Roger Seiter, Casterman[11]

1. Le Tumulus, 1999
2. Le Destin de Jane, 2000
3. Le Mangeur d’âmes, 2001
4. Les Sables du temps, 2002
5. La Mémoire volée, 2003
6. Remember, 2004
7. Wintertime, 2006
8. Au nom du fils, 2007

- Quintett, avec Frank Giroud[12]

1. Histoire de Dora Mars, Dupuis, 2005

- Quand souffle le vent, avec Laurent Galandon, Dargaud, 2009[13]
- Chambre Obscure (2 tomes), Dargaud, 2010 – 2011[14]
- La Belle Image, d'après le roman éponyme de Marcel Aymé, Futuropolis, 2011[15]
- L’Homme qui n’existait pas, Futuropolis, 2012[16]
- Amorostasia, Futuropolis[17]

1. 2013
2. 2015
3. 2017

- The Time Before, Bamboo Édition, 2016[18]
- La Délicatesse, d’après le roman éponyme de David Foenkinos, Futuropolis, 2016[19]
- Presque maintenant, Futuropolis, 2018[20]
- Stella, Vents d'Ouest, mars 2020
Scénario, dessin et couleurs : Cyril Bonin -  (ISBN 978-2-7493-0898-2)[21]
- Comme par hasard, Vents d'Ouest, mars 2021
Scénario, dessin et couleurs : Cyril Bonin -  (ISBN 978-2-7493-0937-8)[8]
- Les Dames de Kimoto, d’après le roman éponyme de Sawako Ariyoshi, Sarbacane, mars 2022[22]
- Du bout des doigts, Bamboo Édition, juillet 2023[23]
- La poursuite du bonheur, d’après le roman éponyme de Douglas Kennedy, Philéas, octobre 2024[24]

### Livres
: document utilisé comme source pour la rédaction de cet article.
- Philippe Mellot, Michel Denni, Laurent Turpin et Isabelle Morzadec, « Bonin (Cyril) », dans Trésors de la bande dessinée BDM 2021-2022 - Catalogue encyclopédique & Argus, Paris, Les Arènes, 2020 (ISBN 9791037502582), p. 52, 123, 225, 324, 442,  539, 908, 925, 933, 1075, 1126. .

#### Articles
- Cyril Bonin, « Entretien avec Cyril Bonin », Auracan,‎ 5 mai 2009 (lire en ligne, consulté le 11 juin 2022)
- Gilles Ratier, « « Amorostasia » par Cyril Bonin », BDZoom,‎ 2 septembre 2013 (lire en ligne, consulté le 11 juin 2022)
- Gilles Ratier, « « The Time Before » par Cyril Bonin », BDZoom,‎ 14 mars 2016 (lire en ligne, consulté le 11 juin 2022)
- Charles-Louis Detournay, « "Stella", aux confins de la création », ActuaBD,‎ 22 juin 2020 (lire en ligne, consulté le 11 juin 2022)
- Charles-Louis Detournay, « Comme par hasard - Par Cyril Bonin - Vents d’Ouest », ActuaBD,‎ 6 mai 2021 (lire en ligne, consulté le 11 juin 2022)
- Philippe Lebas, « Les Dames de Kimoto - Par Cyril Bonin - Sarbacane », ActuaBD,‎ 23 mars 2022 (lire en ligne, consulté le 11 juin 2022)
- Alexis Seny, « Les dames de Kimoto en amont de la rivière aux Dérives aux larges des Amas, Cyril Bonin et Alexis Bacci font odes au courages des femmes du Japon », Branchés Culture,‎ 30 mars 2022 (lire en ligne, consulté le 11 juin 2022)